# Peter Ludz
Peter Ludz, född 22 maj 1931 i Stettin, död 2 september 1979 i Traubing, var en tysk statsvetare och sociolog. Han ägnade sig särskilt åt DDR-forskning.

## Biografi
Under 1950-talet studerade Ludz vid Johannes Gutenberg-Universität Mainz, Münchens universitet, Freie Universität Berlin, Sorbonne och Collège de France. År 1955 avlade han doktorsexamen.
Ludz utnämndes år 1967 till professor i statsvetenskap vid Freie Universität Berlin.

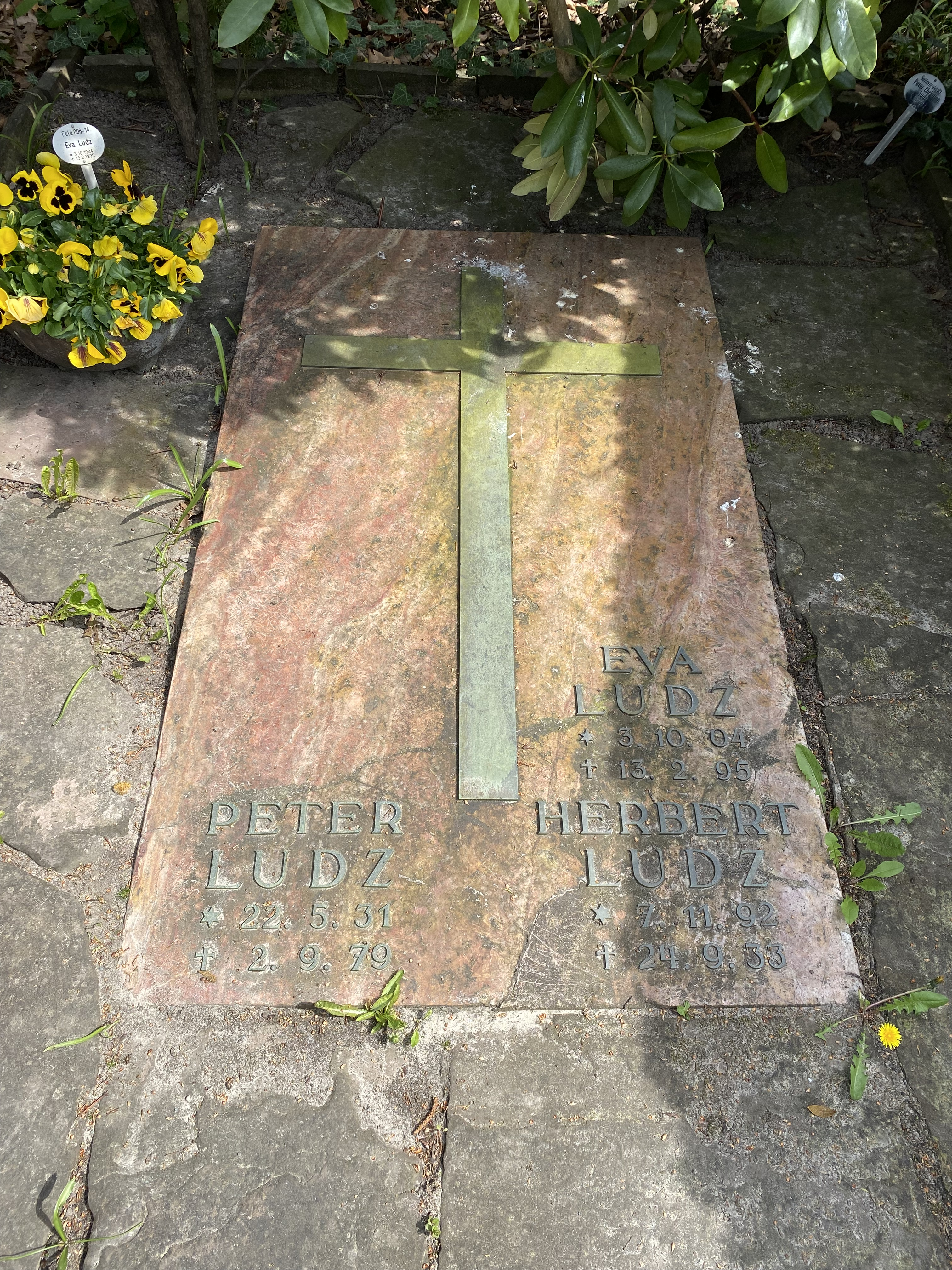
Peter Ludz grav på Waldfriedhof Zehlendorf i Berlin.

År 1975 drabbades Ludz av en hjärtinfarkt. I september 1979 begick han självmord på grund av svår utmattning. Han är begravd på Waldfriedhof Zehlendorf i Berlin.